# Бібліотека Одеського національного економічного університету
Історія бібліотеки Одеського національного економічного університету тісно пов'язана з історією університету. І бібліотека і університет разом пройшли складні періоди розвитку та становлення.
16 травня 1921 р. Одеським губвиконкомом було видано наказ щодо заснування Одеського інституту народного господарства. У тому ж році для забезпечення навчального процесу було створено  бібліотеку, як бібліотеку Одеського інституту народного господарства. Це були складні часи становлення держави, безгрошів'я та громадянська війна. Але завдяки величезному труду працівників бібліотеки та викладачів університету через рік  книжковий фонд нараховував 2 032 примірника.
У зв'язку з реорганізацією університету назва змінювалася, також змінювалась і назва бібліотеки і звісно її фонд розширювався і поповнювався літературою, що забезпечували нові спеціальності:
1931 р. — бібліотека Одеського кредитно-економічного інституту; 
1966 р. — бібліотека Одеського інституту народного господарства; 
1993 р. — бібліотека Одеського державного економічного університету;
2011 р. — бібліотека Одеського національного університету. 
Напередодні Великої Вітчизняної війни в бібліотеці вже налічувалось понад 100 тис. видань. Читачів обслуговували на абонементі та в читальному залі на 120 місць.
29 липня 1941 р. Одеський кредитно-економічний інститут отримав розпорядження правління Одеської обласної контори Держбанку про евакуацію до м. Саратова. Разом із університетом була евакуйована частина фондів. 
Під час фашистської окупації бібліотека зазнала значних втрат і з 1944 р., після звільнення Одеси та відновлення навчання в інституті, створювалася заново.
Цікавим фактом виявилося те, що в інвентарній книзі № 1 під першим інвентарним номером у травні 1944 р. записана книга Тараса Шевченко «Поезії». Книги для бібліотеки надходили з усіх регіонів країни як пожертви.
З 1952 року по 1978 рік бібліотеку ОІНГ очолювала Марія Олександрівна Терент'єва. Вона витратила багато зусиль для накопичення і зберігання фондів. І в  1961 році книжковий фонд вже досяг 247 352 томів економічної, навчальної, енциклопедичної та художньої літератури. Серед цінних надбань тих часів є повний комплект (в 2-х прим.) енциклопедичного словника Ф. А. Брокгауза та І. А. Єфрона, та 1 105 цінних та рідкісних видань  початку 19 ст.

З розширенням фондів змінювалась і структура  бібліотеки. З'явились чотири відділи: бібліографічний відділ, читальний зал, відділ комплектування і обробки літератури, та абонемент.
1971-го до 1981 роки підйому інституту та збільшення  навчальних площ. До інституту приєднались корпуси № 3 та № 4, в котрих було відкрито філії бібліотеки.
З 1980 р. і протягом 11 років на посаді завідувачки бібліотеки працювала Зайцева Раїса Опанасівна. Вона приділяла особливу увагу комплектуванню фондів бібліотеки як науковою так і навчальною літературою для забезпечення студентів та викладачів з дисциплін, що викладалися в інституті.
90-і роки - період кризи видавничої справи, зміни цінностей, безгрошів'я. Але бібліотека приклала максимум зусиль і зуміла зберегти якість фонду на достойному рівні. У ці роки адміністрація бібліотеки ухвалила рішення комплектувати фонд в мінімальній кількості примірників, але з широкого спектра знань, 3-5 тис. назв в рік для того, щоб не нашкодити і зберегти забезпечення навчального процесу на найвищому рівні.
З 1995 року директором бібліотеки було назначено Іваницьку Тамару Петрівну, яка започаткувала розвиток не тільки бібліотечного але й інформаційного обслуговування. В цей період у бібліотеці з'являється такий напрямок роботи з читачем як електронне обслуговування. Всі ці процеси забезпечували 47 бібліотечних працівників.
З 2002 року в бібліотеці розпочався процес автоматизації бібліотечних процесів. Були придбані сучасні комп'ютери та програмне забезпечення «Лібер-Медіа». Штат бібліотеки складався з 40 працівників. В 2007 році було створено відділ «Автоматизації бібліотечних процесів», та почали формуватися 13 баз даних, доступних читачеві. Завдяки суворому моніторингу сучасних тенденцій розвитку економіки ці бази є актуальними і сьогодні.
У зв'язку з інформатизацією навчальних процесів та реорганізацією університету у 2019 році бібліотека реорганізує свою діяльність та стає бібліотечно-інформаційним центром з оновленим сучасним web-сайтом, котрий обслуговує читачів 24 години на добу та віртуальною довідковою службою Jivosite. Завдяки автоматизації бібліотечних процесів бібліотека змогла обслуговувати науково-педагогічних працівників та студентів використовуючи лише 26 працівників
Нині фонд бібліотеки налічує понад 430 тис. одиниць.
Крім книг, журналів, брошур, газет, бібліотека одержує автореферати дисертацій, дисертації, наукові записки. Значну кількість видань отримано в якості дарів від різних організацій.
На початку ХХІ ст. відбувається бурхливий розвиток інформаційних технологій та стрімке їх проникнення в усі сфери суспільного життя, зокрема у сферу освіти, створюючи передумови переходу країн на більш високий рівень розвитку. Бібліотека проводить велику інформаційну та культурно-просвітницьку діяльність. На замовлення кафедр друкуються рекомендаційні списки навчальної літератури. У рамках академічної доброчесності проводяться заняття зі студентами з приводу складання списків літератури та оформлення бібліографічних посилань, проводиться перевірка на плагіат.
Колектив бібліотеки — це однодумці та ентузіасти, які на належному рівні формують фонди як друкованими так і сучасними електронними виданнями, організовують довідковий апарат, обслуговують та інформують всі категорії користувачів бібліотеки. 